# 特拉瑟姆
特拉瑟姆是德国莱茵兰-普法尔茨州的一个市镇。总面积7.53平方公里，总人口1171人，其中男性580人，女性591人（2011年12月31日），人口密度156人/平方公里。